# Luigi Musso

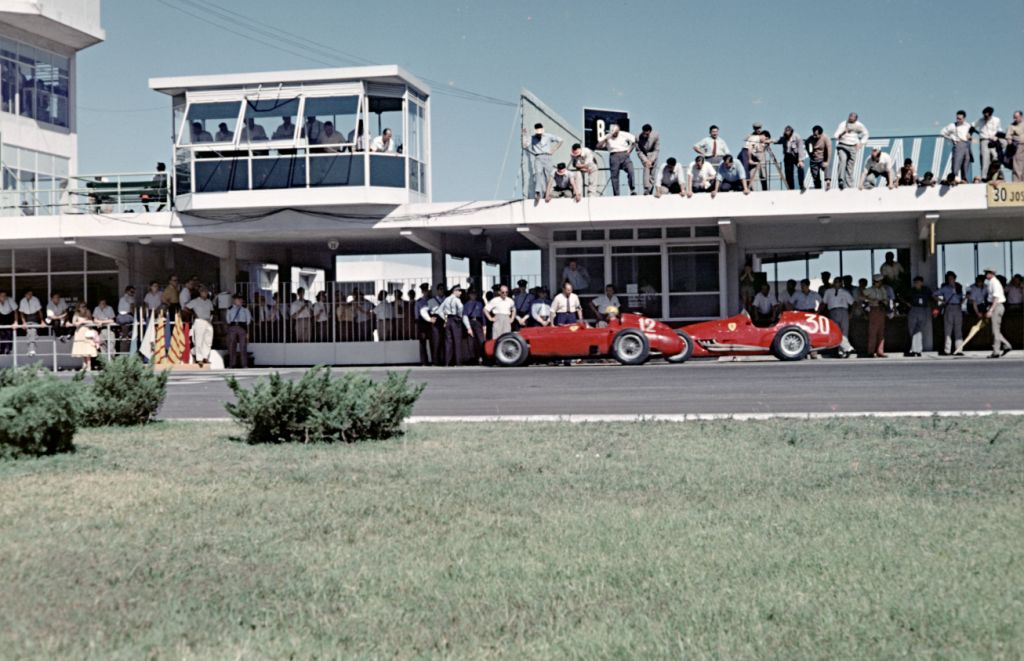
Ferrari de Musso (n°12) en el GP de Argentina de 1957, a la par de la de José Froilán González (n°30).

Luigi Musso (Roma, Italia, 28 de julio de 1924-Reims-Gueux, 6 de julio de 1958) fue un piloto de automovilismo italiano. En Fórmula 1 que corrió en la década del 50 para la escuderías Ferrari y Maserati. En su trayectoria ganó una carrera, en Argentina, además obtuvo 7 podios y sumó en total 44 puntos de campeonato. En la temporada de 1957 terminó tercero en el campeonato de pilotos. Al año siguiente obtuvo dos segundos puestos en las tres primeras carreras pero murió en un accidente en el Gran Premio de Francia de ese año.
Su muerte fue la primera de una serie que enlutaría a Scuderia Ferrari, ya que dos competencias más tarde, su compañero de equipo Peter Collins, lo seguiría al morir en el Gran Premio de Alemania de 1958, mientras que su también compañero Mike Hawthorn tras coronarse campeón ese mismo año, tendría igual destino al sufrir un accidente de tráfico a comienzos de 1959, luego de haber anunciado su retirada.

## Resultados

### Fórmula 1
(Clave) (negrita indica pole position) (cursiva indica vuelta rápida)

| Año     | Escudería                 | 1       | 2       | 3     | 4     | 5       | 6       | 7       | 8       | 9      | 10  | 11  | Pos. | Puntos |
| ------- | ------------------------- | ------- | ------- | ----- | ----- | ------- | ------- | ------- | ------- | ------ | --- | --- | ---- | ------ |
| 1953    | Officine Alfieri Maserati | ARG     | 500     | NED   | BEL   | FRA     | GBR     | GER     | SUI     | ITA 7* |     |     | NC   | 0      |
| 1954    | Officine Alfieri Maserati | ARG DNS | 500     | BEL   | FRA   | GBR     | GER     | SUI     | ITA Ret | ESP 2  |     |     | 8.º  | 6      |
| 1955    | Officine Alfieri Maserati | ARG 7*  | MON Ret | 500   | BEL 7 | NED 3   | GBR 5   | ITA Ret |         |        |     |     | 10.º | 6      |
| 1956    | Scuderia Ferrari          | ARG 1*  | MON Ret | 500   | BEL   | FRA     | GBR     | GER Ret | ITA Ret |        |     |     | 11.º | 4      |
| 1957    | Scuderia Ferrari          | ARG Ret | MON     | 500   | FRA 2 | GBR 2   | GER 4   | PES Ret | ITA 8   |        |     |     | 3.º  | 16     |
| 1958    | Scuderia Ferrari          | ARG 2   | MON 2   | NED 7 | 500   | BEL Ret | FRA Ret | GBR     | GER     | POR    | ITA | MAR | 8.º  | 12     |
| Fuente: |                           |         |         |       |       |         |         |         |         |        |     |     |      |        |

- *Monoplaza compartido.